# Oreolalax rugosus
Oreolalax rugosus és una espècie d'amfibi de la família dels megòfrids que viu a la Xina.
Està amenaçada d'extinció per la pèrdua del seu hàbitat natural.